# 山麓縣
山麓縣是加拿大艾伯塔省南部的一个行政区，位于卡尔加里市南郊。总面积3,604.76平方公里，总人口23,199（2021年）。